# Горы (Удомельский район)
Горы — деревня в Удомельском городском округе Тверской области.

## География
Деревня находится в северной части Тверской области на расстоянии приблизительно 15 км на восток-юго-восток по прямой от железнодорожного вокзала города Удомля на левом берегу речки Менглич.

## История
Известна с 1859 года. Дворов (хозяйств) в ней было 1 (1859 год), 1 (1886), 4 (1911), 23 (1961), 11 (1986), 5 (1999). В советское время работали колхоз «Красный Октябрь», организация Заготскот и совхоз «Еремковский». До 2015 года входила в состав Еремковского сельского поселения до упразднения последнего. С 2015 года в составе Удомельского городского округа.

## Достопримечательности
Горнолыжный комплекс «Соколиные горы».

## Население
Численность населения: 17 человек (1859 год), 8 (1886), 37 (1911), 62 (1961), 19 (1986), 14 (русские 100 %) в 2002 году, 9 в 2010.